# Apolemichthys griffisi
Apolemichthys griffisi es una especie de pez de la familia Pomacanthidae, se encuentran en el Océano Pacífico Indo Malayo hacia el este, hasta las islas Line., fue reconocida científicamente por los  naturalistas Carlson & Taylor en el año 1981.

## Características
Su largo máximo es de 30 centímetros, se encuentran junto a los arrecifes de coral en una profundidad que va de los 15 a los 100 metros, se alimentan de esponjas. Andan solos o en pareja.  

## Sinónimos
- Holacanthus griffisi (Carlson & Taylor, 1981)